# Sächsische IIIb T
| Sächsische IIIb T DR-Baureihe 98.72 | Sächsische IIIb T DR-Baureihe 98.72                        |
| ----------------------------------- | ---------------------------------------------------------- |
|                                     |                                                            |
|                                     |                                                            |
| Anzahl                              | 42 (DR: 9)                                                 |
| Nummerierung DR                     | 98 7211 – 98 7212 98 7221 – 98 7227                        |
| Hersteller                          | Schwartzkopff, Berlin Sächsische Maschinenfabrik, Chemnitz |
| Indienststellung                    | 1875 und 1892                                              |
| Ausmusterung                        | bis 1929                                                   |
| Bauart                              | B1' n2t                                                    |
| mittlere Achslast                   | 150,0 kN                                                   |
| Länge über Puffer                   | 8.773 mm                                                   |
| Ø Treibrad                          | 1.420 mm                                                   |
| Ø Laufrad hinten                    | 1.065 mm                                                   |
| Höchstgeschwindigkeit               | 50 km/h                                                    |
| Kesseldruck                         | 10 atü                                                     |
| Kolbenhub                           | 559 mm                                                     |
| Zylinderdurchmesser                 | 415 mm                                                     |
| Rostfläche                          | 1,27 m²                                                    |
| Verdampfungsheizfläche              | 76,46 m²                                                   |
| Leistung                            | k. A.                                                      |
| Lokreibungslast                     | 299,1 kN                                                   |
| Lokdienstlast                       | 408,0 kN                                                   |
| Bremsbauart                         | k.A                                                        |

Als Gattung IIIb T bezeichneten die Königlich Sächsischen Staatseisenbahnen zweifachgekuppelte Tenderlokomotiven für den Nebenbahnverkehr. Die Deutsche Reichsbahn ordnete die Lokomotiven ab 1925 in die Baureihe 98.72 ein.

## Geschichte
Die ersten Fahrzeuge wurde von der Berliner Firma Schwartzkopff an die Muldenthal-Eisenbahngesellschaft geliefert. Eine Serie sehr ähnlicher Lokomotiven beschaffte die Chemnitz-Aue-Adorfer Eisenbahn-Gesellschaft (ChAA) von der Sächsischen Maschinenfabrik (vorm. Hartmann) in Chemnitz. Beide Serien gelangten schon wenig später zu den Kgl. Sächs. Staatseisenbahnen. Diese ließ zwischen 1889 und 1892 in drei Serien weitere 20 verstärkte Lokomotiven bei der Sächsischen Maschinenfabrik bauen.
Die Deutsche Reichsbahn übernahm 1925 noch neun Exemplare, davon zwei (98 7211 und 98 7212) der ehemaligen ChAA. Diese beiden Fahrzeuge hatten einen geringeren Kesseldruck (9 atü) und eine um 200 mm geringere Länge als die übrigen sieben Lokomotiven.
Die IIIb T wurden bis Ende der 1920er Jahre ausgemustert. Die ehemalige Nr. 1325 war noch bis 1934 als Werkslok des RAW Leipzig in Betrieb.